# Hypoxis hemerocallidea
Hypoxis hemerocallidea är en enhjärtbladig växtart som beskrevs av Fisch., C.A.Mey. och Avé-lall. Hypoxis hemerocallidea ingår i släktet Hypoxis och familjen Hypoxidaceae. Inga underarter finns listade i Catalogue of Life.

## Bildgalleri

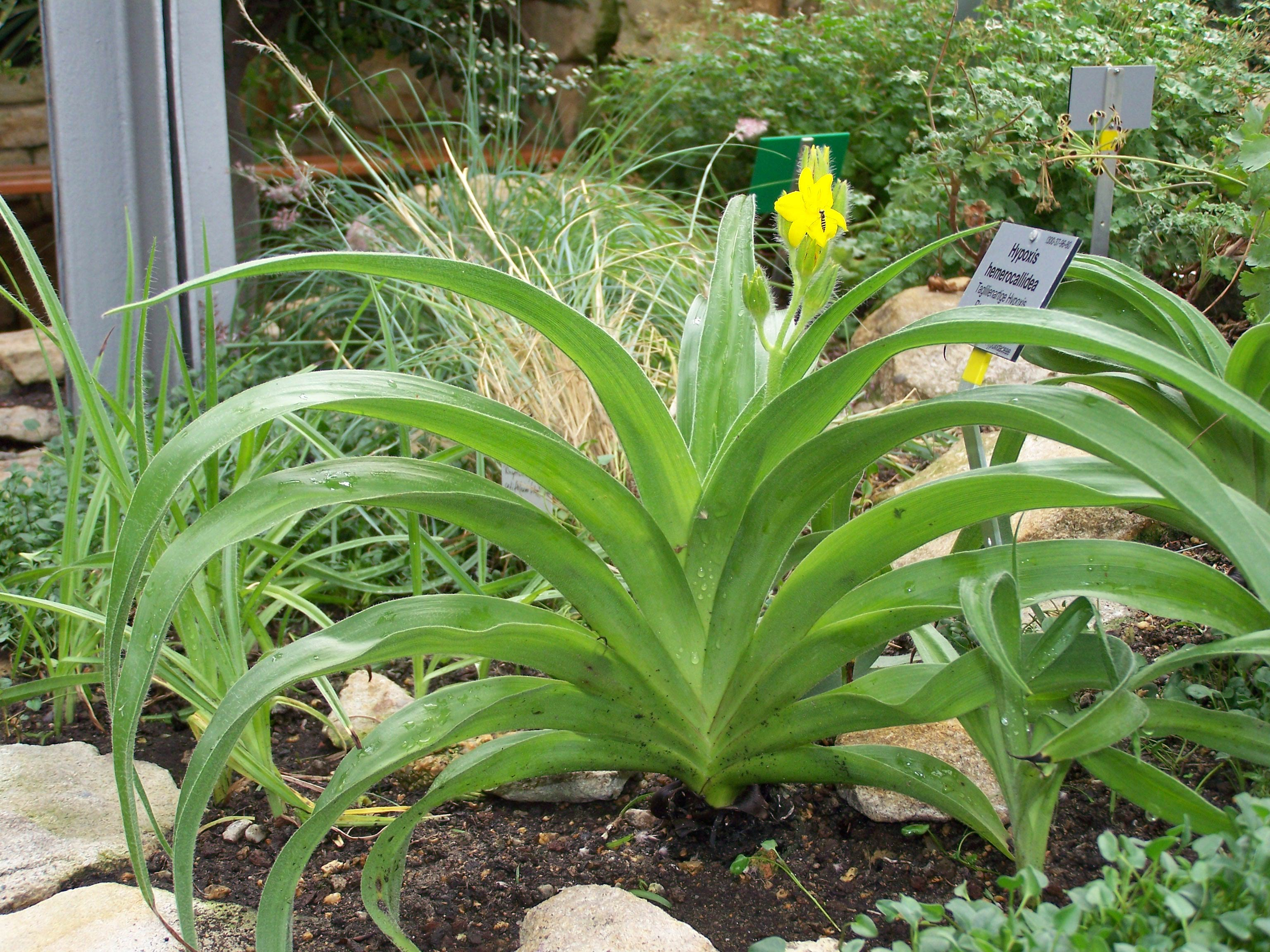
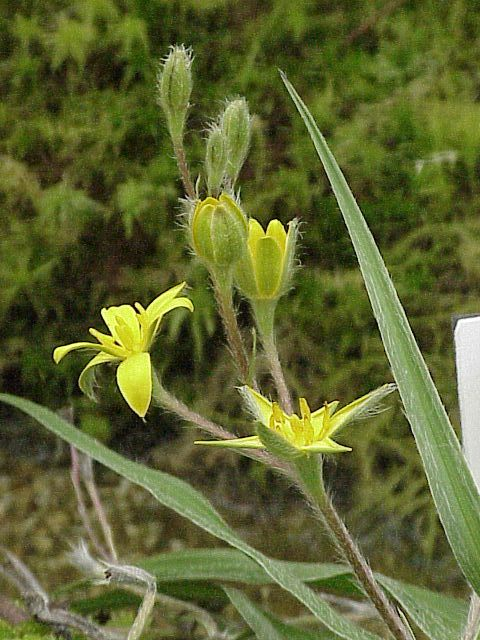
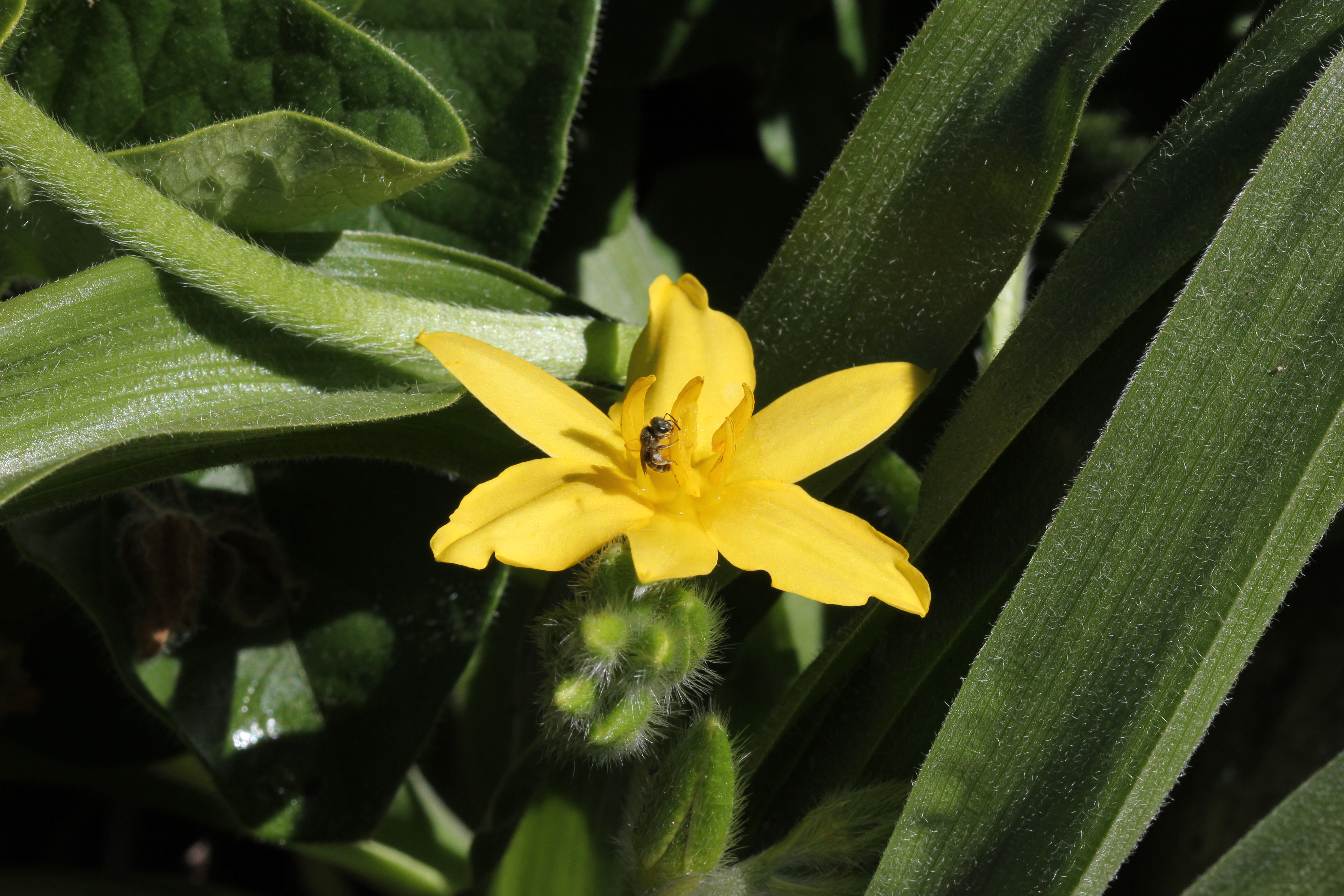
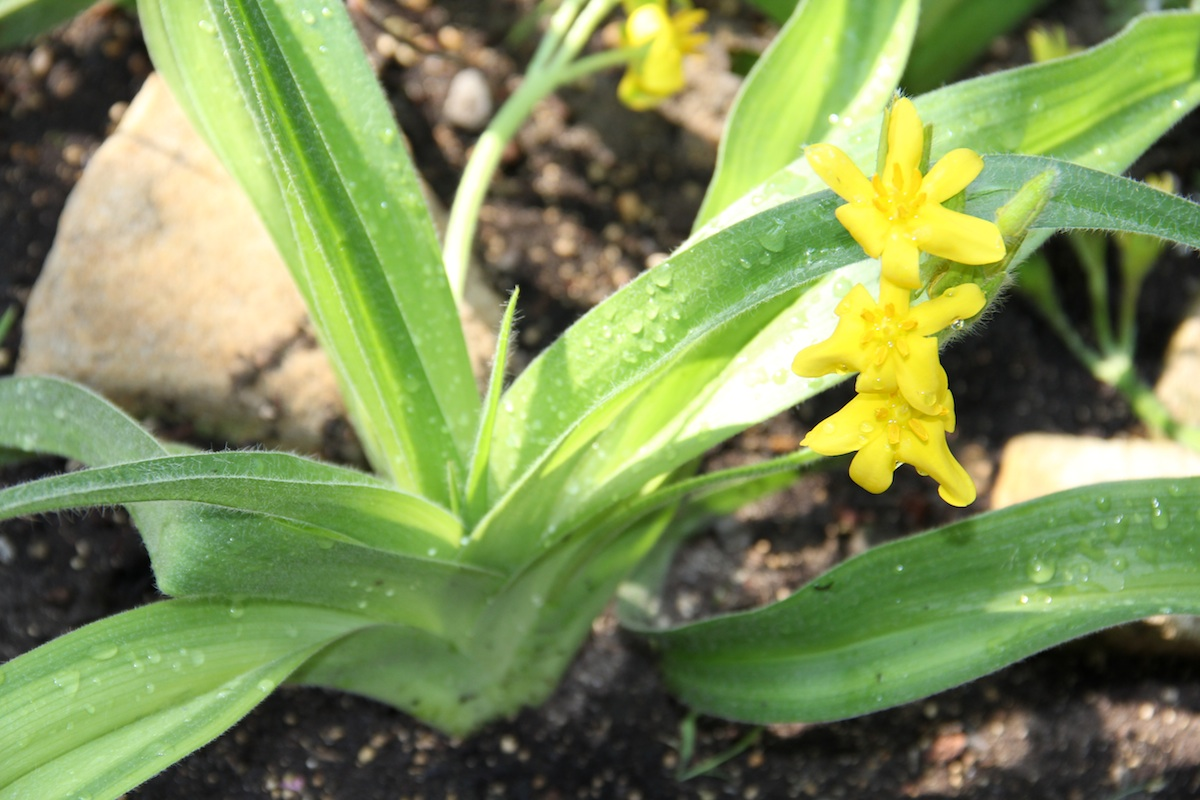
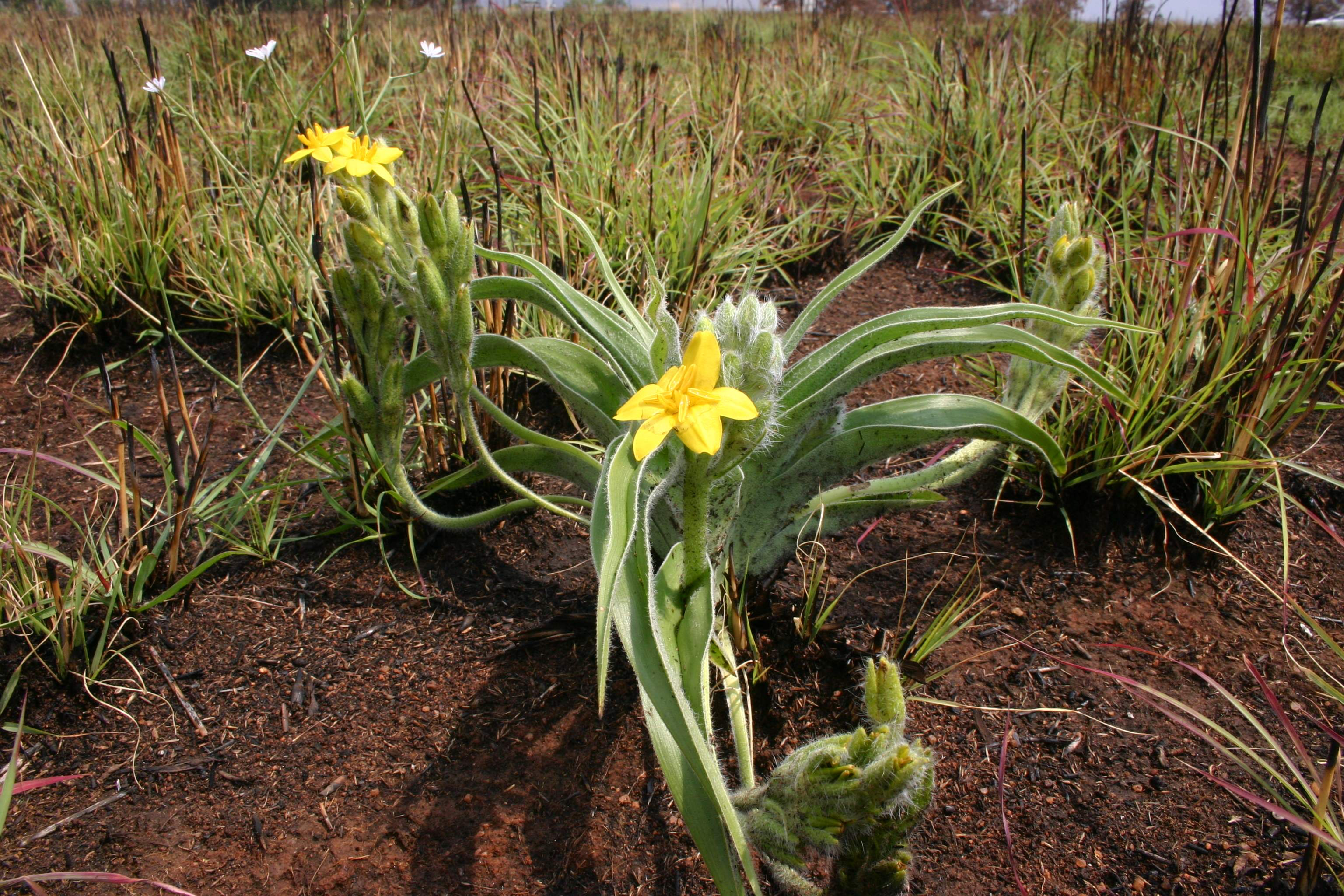